# Tretjärnarna (Bjurholms socken, Ångermanland, 709220-165369)
Tretjärnarna är en sjö i Bjurholms kommun i Ångermanland och ingår i Lögdeälvens huvudavrinningsområde.